# Обсерватория имени Уиппла
Обсерватория имени Уиппла — астрономическая обсерватория, основанная в 1967 году на горе Хопкинса, Аризона, США. Обсерватория принадлежит и управляется Смитсонианской астрофизической обсерваторией.

## Руководители обсерватории
- Уиппл, Фред Лоуренс — основатель обсерватории

## История обсерватории
Постройка обсерватории проходила в 1966—1968 годах. До 1981 года обсерватория носила название «The Mount Hopkins Observatory», а в 1981 года была названа в честь Фреда Лоуренса Уиппла — эксперта в области планетной астрономии, почетного директора Смитсонианской астрофизической обсерватории, а также основателя обсерватории на горе Хопкинса. Обсерватория известна своими пионерскими работами в области наземной гамма-астрономии посредством наблюдения Черенковского излучения.

## Инструменты обсерватории
- Whipple 10 m — 10-метровый гамма-телескоп (1968 год)
- 6,5-м рефлектор — обсерватория MMT — находится в совместном владении Смитсонианской астрофизической обсерватории и Аризонского университета
- 1,5-м рефлектор
- 1,2-м рефлектор
- 1,3-м рефлектор — PAIRITEL (Peters Automated IR Imaging Telescope, ранее использовался для проекта 2MASS)
- HATNet (Hungarian-made Automated Telescope) — проект по поиску транзитных экзопланет, малые рефракторы (D=11 см)
- Проект MEarth — проект по поиску транзитных экзопланет около красных карликов: 8 телескопов системы Ричи-Кретьена D=40 см, f/9
- VERITAS — массив из четырёх 12-м гамма-телескопов
- Infrared Optical Telescope Array[англ.] — ИК-оптический интерферометр (до 2006 года)

## Направления исследований
- Астрофото и спектроскопия внегалактических объектов, звездных и планетных объектов, а также гамма-астрономия и космических лучей астрономия.

## Основные достижения
- 5730 астрометрических измерений опубликовано с 1981 по 2008 года[1]
- Участие в проекте 2MASS
- Открытие экзопланет: HD 89744 b, GJ 1214 b

## Известные сотрудники
- Карл Уильям Хердженротер
- Orlando A. Naranjo
- Джошуа Саймон Блум[англ.] — работа с данными с телескопов обсерватории